# Hongaars-Kroatische Ausgleich

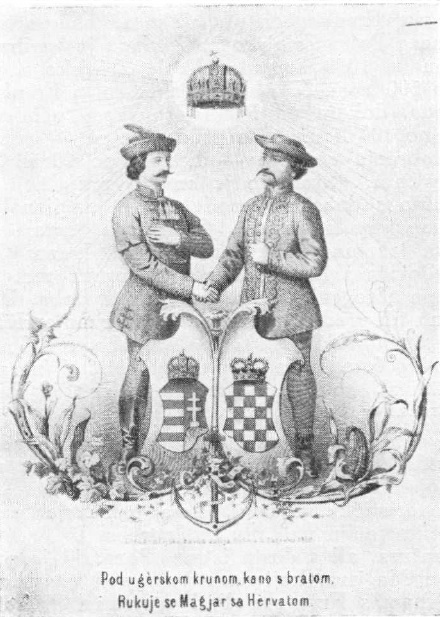
Voorstelling van de overeenkomst tussen Hongarije en Kroatië onder de Stefanskroon

De Hongaars-Kroatische Ausgleich  (Kroatisch: Hrvatsko-ugarska nagodba, Hongaars: Horvát–magyar kiegyezés, Duits: Kroatisch-Ungarischer Ausgleich) was een compromis dat getekend werd in 1868 en de politieke status bepaalde van Kroatië binnen het Hongaarse rijksdeel van Oostenrijk-Hongarije. De overeenkomst duurde tot het einde van de Eerste Wereldoorlog, toen de Kroatische Sabor op 29 oktober 1918 alle wettelijke en staatkundige banden met Oostenrijk-Hongarije verbrak.

## Geschiedenis

### Achtergrond
In 1848, het jaar van de Hongaarse revolutie, zegde de Kroatische ban Josip Jelačić, die in het conflict tussen Oostenrijk en Hongarije en de kant van de Oostenrijkse keizer stond, de relaties met Hongarije op. Als ban beval hij dat alle Kroatische instellingen geen instructies meer mochten aannemen van de Hongaarse regering. Na afloop van de opstand werd de Kroatische autonomie opnieuw ingeperkt, werd de Sabor gesloten en Kroatië-Slavonië onder rechtstreeks Weens gezag geplaatst. De constitutionele positie van het land bleef echter ongedefinieerd. Beginnend met het Oktoberdiploma van 1860 werden onderhandelingen aangeknoopt tussen vertegenwoordigers van Hongarije, van de Kroatische Sabor en de keizer over een Kroatisch-Slavoonse autonomiestatuut. De meeste Kroatische politici wilden een nieuwe onderschikking onder Hongaarse gezag tegen elke prijs verhinderen en een afzonderlijke positie binnen het keizerrijk verwerven.
Na een bezoek van keizer Frans Jozef aan Pest tekende zich in 1865 een ontdooiing in de verhoudingen tussen Hongarije en Wenen af. De leiders van de Conservatieve Partij in Hongarije, graaf György Majláth en baron Pál Sennyey, vormden in opdracht van de keizer een regering en op 14 december 1865 werd de Hongaarse landdag opnieuw geopend. De koninklijke troonrede beloofde een herstelling van de integriteit van de Hongaarse kroon, wat in Hongarije werd begrepen in die zin dat alle verloren gebieden (naast het Banaat en Zevenburgen ook Kroatië-Slavonië) weer bij Hongarije zouden worden gevoegd. De onderhandelingen hierover, en over de bepaling van de gezamenlijke aangelegenheden van de hele monarchie waren nog niet afgesloten, toen de landdag op 26 juni 1866 omwille van de oorlog tegen Pruisen voorlopig werd gesloten.

### Oostenrijks-Hongaarse Ausgleich

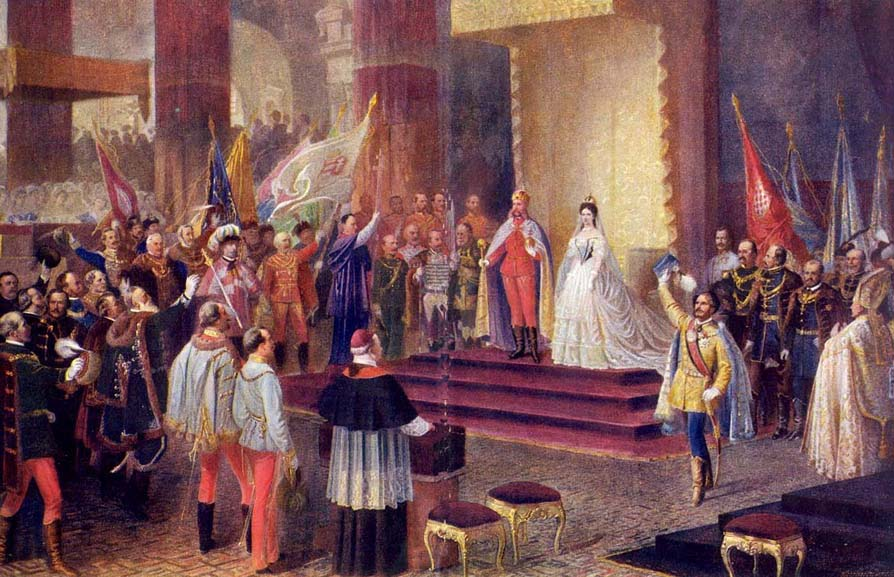
Kroning van keizer Frans Jozef en keizerin Elisabeth tot koning en koningin van Hongarije in de Boedapestse Matthiaskerk

In de polemiek, die na de Vrede van Praag in Oostenrijk over de staatshervorming uitbrak, namen de Hongaren onder leiding van Ferenc Deák een duidelijk positie in, die ze uiteindelijk konden verwezenlijken. Om een opdeling van het rijk in vijf koninkrijken en de daaraan verbonden politieke macht voor de Slavische volkeren te verhinderen, koos minister-president Beust met goedkeuring van de Duits-liberalen voor het dualisme, waardoor de monarchie werd opgesplitst in een westelijke rijkshelft, die gedomineerd werd door de Duitse bevolking, en een oostelijke rijkshelft, waar de Hongaren de meerderheid zouden vormen
In dit verdrag werd Hongarije als een zelfstandige staat erkend, die met Oostenrijk was verbonden door enkele gezamenlijke bevoegdheden en een douane- en handelsverdrag, in eerste instantie voor de loop van 10 jaar. Van de staatsschuld en de gemeenschappelijke uitgaven voor het buitenlandbeleid, het leger en de zeemacht, nam Hongarije slechts 30 percent op zich, hoewel het als een evenwaardige partner van Cisleithanië, de Oostenrijkse rijkshelft, werd erkend. Met alle pracht volgde op 8 juni 1867 de kroning van keizer Frans Jozef tot koning van Hongarije in Boedapest, waardoor de verzoening tussen de Hongaren met Oostenrijk werd bezegeld.

## Hongaars-Kroatische Ausgleich

Kroatië-Slavonië (17) tegenover het koninkrijk Hongarije (16) binnen Oostenrijk-Hongarije

Aangezien de Oostenrijks-Hongaarse Ausgleich het territoriale status quo van 1848 herstelde, moest ook Kroatië-Slavonië terugkeren naar de Stefanskroon. Anders dan Zevenburgen en de Serviërs in het Banaat, verkregen de Kroaten echter de mogelijkheid om met de Hongaarse regering over een gedeeltelijke autonomie voor hun land, binnen de Hongaarse staat, te onderhandelen.
Op 20 september 1868 kwam de Hongaars-Kroatische Ausgleich uiteindelijk tot stand. Het verdrag legde vast dat Kroatië-Slavonië een eigen regionaal bestuur en gerechtelijke instellingen moest krijgen en de Kroatische Sabor kreeg wetgevende bevoegdheid op vlak van cultuur en onderwijs. De bestuurstaal werd het Kroatisch, maar of deze taal ook in de correspondentie met Boedapest kon worden gebruikt, bleef omstreden. Kroatië-Slavonië had echter geen enkele bevoegdheid op fiscaal en militair vlak. De ban van Kroatië, de leider van het Kroatische bestuur, werd niet door de Sabor verkozen, maar door de Hongaarse regering aangesteld. 

## Verhongaarsing
De minderhedenwet van 29 november 1868 bepaalde dat alle bewoners van Hongarije de ondeelbare Hongaarse natie vormden, met het Hongaars als staatstaal. De Kroaten verweerden zich tegen de toepassing van deze wet op hun land en de conflicten met Boedapest kenmerkten de Kroatische geschiedenis voor de volgende decennia. Vanaf 1879 leidde het toenemende verhongaarsingsbeleid voor wezenlijke spanningen, die pas tot een einde kwamen door het uiteenvallen van Oostenrijk-Hongarije aan het einde van de Eerste Wereldoorlog, en dus Kroatiës onafhankelijkheid van Hongarije.